# Oregon (Schiff, 1896)
Die USS Oregon (BB-3/IX-22) war ein Schlachtschiff (Einheitslinienschiff) der United States Navy und gehörte der aus insgesamt drei Einheiten bestehenden Indiana-Klasse an. Benannt war die Oregon, die als drittes und letztes Schiff dieser Klasse in Dienst gestellt wurde, nach dem US-Bundesstaat Oregon. Zugleich war sie das dritte Schiff in der United States Navy, das diesen Namen erhielt, und das fünfte Schlachtschiff überhaupt, das die US-Marine in Auftrag gab. Die am 30. Juni 1890 bewilligte Oregon wurde am 19. November 1891 auf der Werft von Union Iron Works (später Bethlehem Steel) in San Francisco (Kalifornien) auf Kiel gelegt und lief am 26. Oktober 1893 von Stapel. Am 15. Juli 1896 wurde die Oregon unter dem Kommando von Captain Henry Lycurgus Howison in Dienst gestellt. Die Baukosten beliefen sich zu jener Zeit auf etwa 6,5 Millionen US-Dollar, was nach heutigem Wert etwa 150 Millionen US-Dollar entspräche.

## Einsatzzeit
Zum Zeitpunkt der Indienstnahme stellte die Oregon das wichtigste und stärkste Kriegsschiff der amerikanischen Marine im Pazifik dar. Bei den nachfolgenden Übungs- und Manövermissionen zeigte sich jedoch, dass die nicht vollständig ausbalancierten Rohre der Hauptartillerie und eine damit verbundene allgemeine Schlingeranfälligkeit den Anbau von Schlingerkielen notwendig machten. Die Oregon wurde deswegen im Winter 1897/98 für zwei Monate eingedockt. Die Umbauarbeiten waren am 16. Februar 1898 abgeschlossen.
Nur einen Tag zuvor, am 15. Februar 1898, war das amerikanische Linienschiff Maine im Hafen von Havanna nach einer bis heute nicht vollständig aufgeklärten Explosion gesunken. Da sich daraufhin die spanisch-amerikanischen Beziehungen drastisch verschlechterten und mit dem Ausbruch eines Krieges gerechnet werden musste, verlegte die Oregon nach San Francisco, wo zusätzliche Munition, Speisewasser und Kohlen übernommen wurden. Das Schiff sollte schnellstmöglich einsatzbereit gemacht und nach der amerikanischen Ostküste verlegt werden, um in die zu erwartenden Auseinandersetzungen dort und in der Karibik eingreifen zu können.
Am 17. März 1898 übernahm Captain Charles Edgar Clark das Kommando über die Oregon, da Captain Howison an einer Erkältung erkrankt war. Nach dem Verlegungsbefehl folgte das, was später als „The Journey of the Oregon“ in die Geschichte der amerikanischen Marine einging. 94 Besatzungsmitglieder, die man nicht zwingend für die Reise benötigte, wurden an Land geschickt. Dies erlaubte, einen Teil des Speisewassers für die Kessel zu nutzen, die so vor übermäßigen Salzablagerungen, welche die Nutzung von salzigem Meerwasser mit sich gebracht hätte, bewahrt wurden. Diese Maßnahme zahlte sich später aus, da die Maschinenanlage und die Kessel nach der Reise um Südamerika herum in sehr gutem Zustand waren, was eine sofortige Einsatzbereitschaft des Schiffes ermöglichte.

### „The Journey of theOregon“
Am 19. März 1898 ging die Oregon, mit 1.400 Tonnen Kohlen, 500 Tonnen Munition und Verpflegung für sechs Monate an Bord, von San Francisco aus in See und erreichte am 4. April den Hafen Callao in Peru, wo Kohlen an Bord genommen wurden. Die tropischen Wetterbedingungen am Äquator ließen dabei die Temperaturen in den Maschinenräumen auf bis zu 65 Grad Celsius ansteigen. Bereits während des Anmarsches hatte es zudem einen Brand in einem Kohlebunker, der an einen Munitionsraum angrenzte, gegeben (vermutlich durch Selbstentzündung von Kohlenstaub), der aber glücklicherweise entdeckt und nach vier Stunden unter Kontrolle gebracht werden konnte. Am 7. April verließ das Linienschiff den Hafen von Callao wieder und nahm Kurs auf die Magellanstraße, deren Westausgang am 16. April erreicht wurde. Dort geriet die Oregon in einen schweren Sturm, der das schwerfällige Schiff, das gewöhnlich nur ein Freibord von etwa 3,2 m besaß, in der engen Fahrrinne in beträchtliche Gefahr brachte. Captain Clark sah sich gezwungen, in den Abendstunden nahe Tamar Island Anker zu werfen und den Sturm abzuwarten, da in der hereinbrechenden Dunkelheit und in den dichten Regenschauern die Untiefen und Riffe in der Straße nicht mehr auszumachen waren. Am nächsten Morgen besserte sich das Wetter und die Oregon konnte die Fahrt fortsetzen. Am 18. April wurden in Punta Arenas erneut Kohlen übernommen (rund 500 Tonnen).

In Punta Arenas schloss sich das amerikanische Kanonenboot USS Marietta, das an die Oregon zusätzliche Kohlen abgab, der Reise des Linienschiffes an. Beide Schiffe setzten die nun gemeinsame Fahrt am 21. April fort. Gegen widrige Winde und stürmisches Wetter ankämpfend, erreichten beide Kriegsschiffe am 30. April Rio de Janeiro. In Rio de Janeiro bunkerten beide Schiffe erneut Kohlen (etwa 1.000 Tonnen), da aber mittlerweile (am 23. April 1898) der Spanisch-Amerikanische Krieg ausgebrochen war, wurden die US-Schiffe von brasilianischen Soldaten, die sich an Bord der Kohleschiffe befanden, und von vor dem Hafen liegenden Kriegsschiffen streng überwacht. Am 4. Mai liefen die Oregon und die Marietta aus Rio de Janeiro aus und erreichten nach einem kurzen Aufenthalt in Bahia am 8./9. Mai schließlich am 18. Mai das britisch kontrollierte Bridgetown auf Barbados. Entsprechend den Neutralitätsverpflichtungen wurde den Schiffen jedoch nur eine Aufenthaltszeit von 24 Stunden zugestanden. In Rekordzeit wurden genügend Kohlen ergänzt, um einen amerikanisch kontrollierten Stützpunkt erreichen zu können. Noch in der Nacht des 18./19. Mai lichteten die Oregon und die Marietta die Anker und verließen mit abgedunkelten Lichtern den Hafen. 

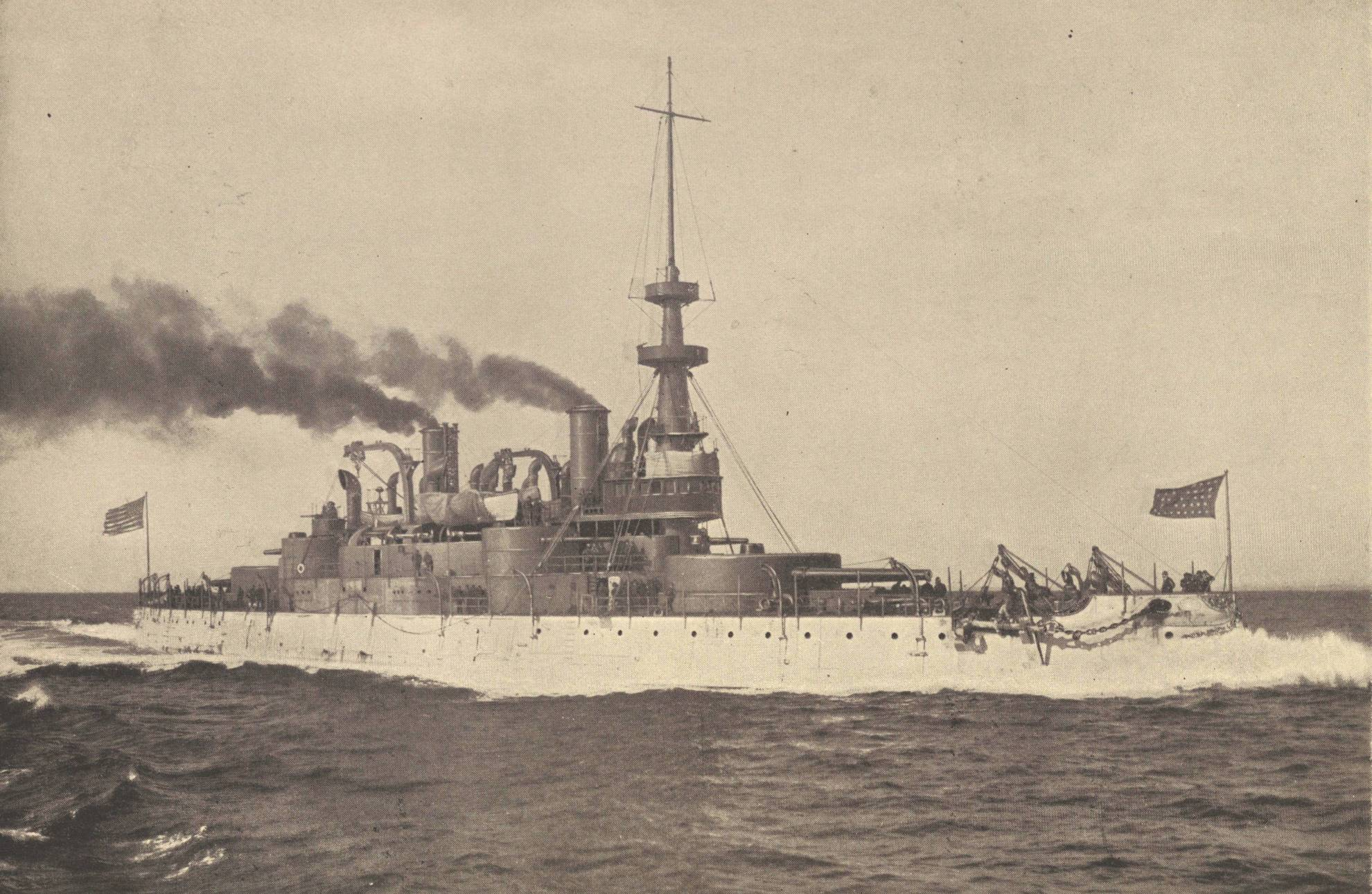
Die Oregon während des Marsches auf hoher See

Am 24. Mai 1898 schließlich erreichten die Oregon und das sie begleitende Kanonenboot das Jupiter Inlet an der Ostküste von Florida und gingen zwei Tage später vor Key West vor Anker. Insgesamt hatte die Oregon, die bei ihrer Ankunft nur noch etwa 180 Tonnen Kohle in ihren Bunkern hatte, in 66 Tagen (davon 54 Tage auf See) 14.700 Seemeilen zurückgelegt. Trotz der Belastungen durch die Reise konnte das Schiff aber sofort gefechtsklar gemeldet werden und befanden sich die Maschinen in sehr gutem Zustand. Die Durchschnittsgeschwindigkeit, gemessen an den Seetagen, hatte während der Reise bei etwa 11,5 kn gelegen (in einem Fall konnte über einen Zeitraum von zehn Stunden sogar eine Geschwindigkeit von 15,8 kn gehalten werden), wobei berücksichtigt werden muss, dass alleine die Sturmperioden entlang der Ostküste Südamerikas sowie die Passage durch die Magellanstraße selten eine höhere Geschwindigkeit als etwa 6 bis 7 kn ermöglicht haben. Kein anderes Linienschiff weltweit hat jemals eine ähnliche Marschleistung bewältigt.

### Spanisch-Amerikanischer Krieg
Unmittelbar nach ihrer Ankunft wurde die Oregon sofort in Richtung Santiago de Cuba detachiert, wo sie am 31. Mai eintraf. Gemeinsam mit ihrem Schwesterschiff Indiana, zwei weiteren Linienschiffen sowie den Panzerkreuzern Brooklyn und New York beteiligte sich das Schiff an der Blockade des dort im Hafen liegenden spanischen 1. Geschwaders von Admiral Pascual Cervera, das aus den Panzerkreuzern Infanta Maria Teresa, Vizcaya, Cristóbal Colón und Almirante Oquendo sowie zwei Torpedobooten bestand. Den Oberbefehl über das US-Geschwader hatte Konteradmiral William Thomas Sampson. Bis Anfang Juli kam es aber nur zu sporadischen Schusswechseln zwischen beiden Geschwadern.

#### Die Seeschlacht vor Santiago de Cuba
In den Morgenstunden des 3. Juli 1898 brach die spanische Flotte aus dem Hafen aus. Im Verlauf des über vier Stunden dauernden Kampfes wurden alle spanischen Schiffe versenkt oder mussten sich schwer beschädigt am Ufer auf Grund setzen. Die Oregon, zu Beginn der Schlacht etwa zwei Seemeilen südöstlich der Hafenausfahrt stehend, konnte als einziges amerikanisches Linienschiff sofort die Verfolgung der fliehenden spanischen Schiffe aufnehmen, da sie als einziges Schiff genügend Dampfdruck aufgebaut hatte. Im Verlauf der Schlacht übertraf die Oregon, die zeitweilig die Führung des US-Geschwaders übernahm, ferner nicht nur die Höchstgeschwindigkeit aller spanischen Schiffe, sondern zeitweise auch die des unter Maschinenproblemen leidenden Panzerkreuzers Brooklyn. Der Umstand, dass das Schiff allgemein ein niedriges Freibord hatte und zudem bei hohen Geschwindigkeiten eine breite Bugwelle vor sich herschob, veranlasste einen Offizier an Bord des Linienschiffes Iowa während der Schlacht zu der Aussage: „There goes Oregon, like a bulldog with a great white bone in her teeth!“. Diese Formulierung brachte der Oregon nach der Schlacht ihren späteren Spitznamen „Bulldog of the Navy“ ein.
Nach einer mehrstündigen Verfolgung gelang es den Kanonieren der Oregon (über eine Distanz von rund 8.700 m) etwa gegen 13:00 Uhr, mit ihren schweren 330-mm-Geschützen mehrere Nahtreffer bei der Cristóbal Colón, dem letzten noch einsatzfähigen Schiff von Admiral Cerveras Geschwader, zu erzielen. Die enormen Wassersäulen bestärkten den spanischen Kommandanten in seinem Vorhaben, das Schiff am Ufer aufzusetzen und den sinnlos gewordenen Kampf einzustellen. Die Cristóbal Colón lief etwa 50 Seemeilen westlich von Santiago de Cuba auf den Strand, womit die Schlacht ihr Ende fand. Auf der Oregon kam es allerdings infolge dieser Weitschüsse, die eine Rohrerhöhung von rund zehn Grad notwendig gemacht hatten, zu Beschädigungen an den Rohraufhängungen, so dass eine eventuelle Weiterführung des Gefechtes nur unter der Gefahr, weitergehende und schwerere Schäden an der Hauptartillerie zu riskieren, möglich gewesen wäre. Insgesamt waren die Schießergebnisse der Oregon, die selbst drei 140-mm-Treffer erhalten hatte, sehr schlecht gewesen. Von insgesamt 198 abgefeuerten schweren, halbschweren und 152-mm-Granaten hatten vermutlich nur zwei 203-mm-Granaten direkt ein Ziel getroffen. Insgesamt lag die Trefferquote der US-Schiffe im Durchschnitt bei nur rund 1,3 Prozent.

### Dienstzeit von 1898 bis 1906
Nach der Schlacht bei Santiago de Cuba und dem Ende des Spanisch-Amerikanischen Krieges am 17. Juli 1898 verlegte die Oregon nach New York und wurde dort bis Oktober 1898 einer Grundüberholung unterzogen. Nachdem mit Captain Albert Smith Barker am 6. August 1898 ein neuer Kommandant an Bord gekommen war, wurde das Schiff nach den Philippinen detachiert, da dort mittlerweile ein Aufstand der philippinischen Unabhängigkeitsbewegung gegen die US-Vorherrschaft begonnen hatte. Die Oregon marschierte dabei, gemeinsam mit dem Linienschiff Iowa, dem Versorgungsschiff Celtic und dem Kohlentransporter Scindia, die gleiche Route um Südamerika herum zurück, die sie nur knapp zehn Monate zuvor bewältigt hatte, wenngleich auch nicht unter dem gleichen Zeitdruck. Am 18. März 1899 traf die Oregon vor Manila ein und bezog dort eine Blockadestellung. Im Verlauf des folgenden Jahres patrouillierte das Schiff in der Manilabucht und im Golf von Lingayen. In enger Zusammenarbeit mit der United States Army unterstützte das Schiff dabei im Dezember 1899 die Eroberung von Vigan durch die Amerikaner. 

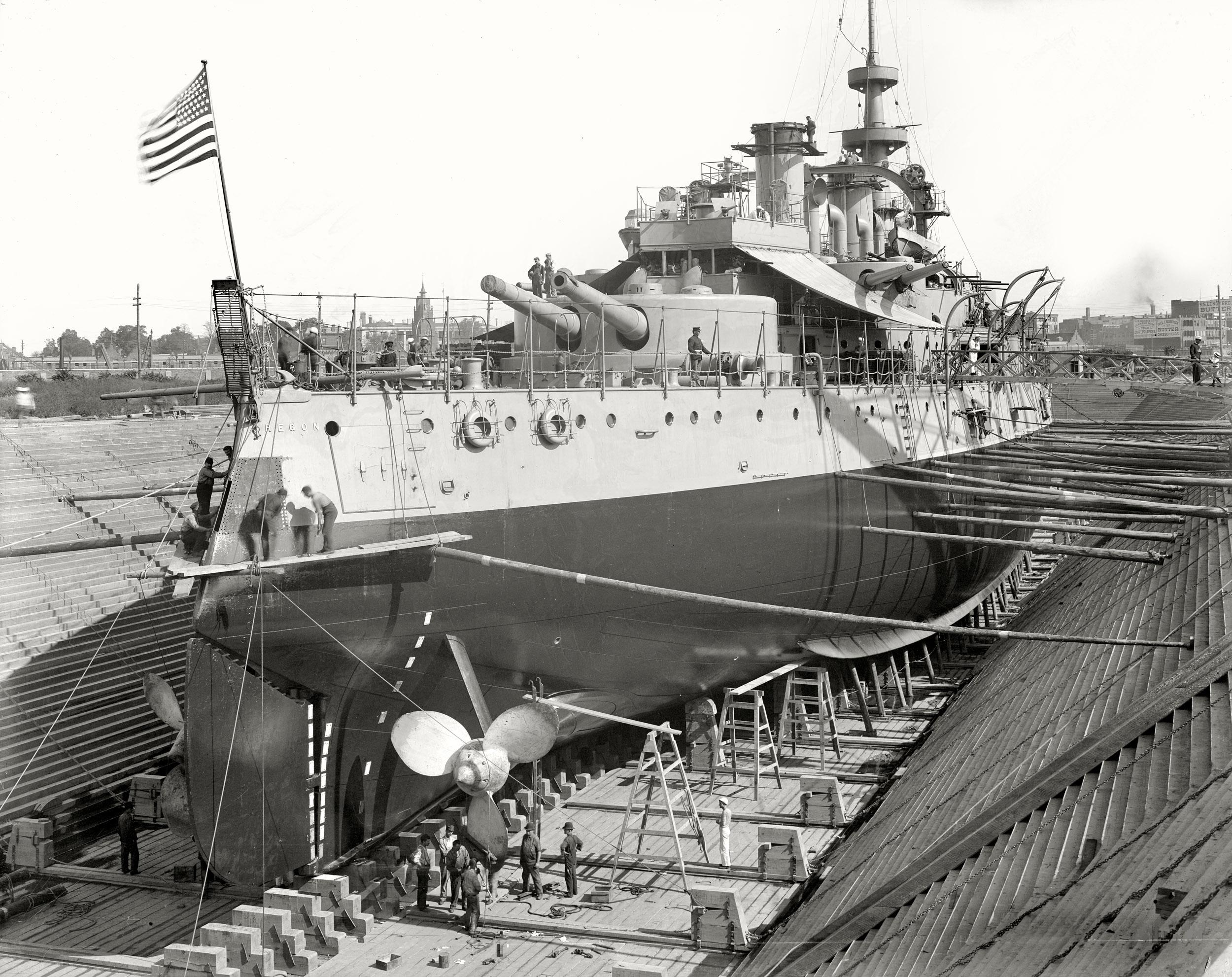
Heckansicht der Oregon im Dock (New York, September 1898)

Im Februar 1900 wurde die Oregon schließlich abgezogen und nach Hongkong verlegt, um von dort aus als Teil einer internationalen Interventionsstreitmacht gegen den im Frühjahr 1900 ausgebrochenen Boxeraufstand eingesetzt werden zu können. Dabei lief das Schiff aber am 28. Juni 1900 nahe der Changshan-Inseln in dichtem Nebel auf einen Unterwasserfelsen auf und erlitt beträchtliche Beschädigungen, unter anderem liefen Teile des Vorschiffes voll Wasser. Erst nach drei Tagen konnte die auf dem Felsen festsitzende Oregon wieder in Fahrt gebracht werden. Nur mit Mühe erreichte das behelfsmäßig abgedichtete Schiff am 17. Juli 1900 die japanische Marinebasis Kure, wo erste Reparaturen stattfinden konnten. Diese Grundberührung beendete vorerst den Einsatz der Oregon in Asien, die im Frühjahr 1901 nach den Vereinigten Staaten zurückbeordert wurde.
Nach einer fünf Monate dauernden Grundüberholung bei der Puget Sound Naval Shipyard in Bremerton, wobei auch die Schäden der Grundberührung endgültig behoben wurden, verblieb die Oregon für ein Jahr in San Francisco. Im Spätjahr 1902 wieder nach Asien verlegt, operierte das Schiff ab März 1903 von Shanghai aus und übernahm in den folgenden drei Jahren dort einen relativ ereignislosen Patrouillen- und Repräsentationsdienst. Unter anderem wurden dabei diverse japanische, chinesische und philippinische Häfen angelaufen. Anfang 1906 wurde die Oregon wieder nach den Vereinigten Staaten verlegt und dort am 27. April 1906 zwecks diverser Modernisierungsabsichten auf der Puget Sound Naval Shipyard vorerst außer Dienst gestellt.

### Dienstzeit von 1906 bis 1919
Zwischen 1906 und 1911 lag die Oregon als Reserveschiff in Bremerton. Während dieser Zeit erfuhr das Schiff mehrere Umbauten und Modifikationen. So wurden im Verlauf des Jahres 1908 alle 152-mm-Geschütze und bis auf acht alle leichteren 57-mm-Kanonen von Bord gegeben. Stattdessen erhielt die Oregon zwölf 76-mm-Geschütze in Einzellafetten, die teils in Zweiergruppen auf den schweren Artillerietürmen und teils mittschiffs an Oberdeck aufgestellt wurden. Ferner wurde achtern ein runder Gittermast installiert, der vier Suchscheinwerfer trug. Die Zahl der Torpedorohre wurde zunächst auf drei reduziert, ab 1910 befanden sich gar keine Torpedorohre mehr an Bord. Die Kosten für diese Umbauten beliefen sich damals auf rund eine Million US-Dollar (nach heutigem Wert etwa 23 Millionen US-Dollar).
Am 29. August 1911 wurde die Oregon wieder in Dienst gestellt und übernahm in den folgenden Jahren Sicherungsaufgaben vor den US-amerikanischen Häfen an der Pazifikküste. Zwischen 1913 und 1917 wurde das alte Linienschiff mehrere Male zur Reserve versetzt und verblieb weitgehend inaktiv. Im Spätjahr 1918 überquerte die Oregon nochmals den Pazifik und beteiligte sich kurzzeitig an der alliierten Intervention in Sibirien während des russischen Bürgerkrieges. Anfang 1919 in die Vereinigten Staaten zurückdetachiert, wurde die Oregon am 12. Juni 1919 in Bremerton endgültig außer Dienst gestellt.

### Zwischenkriegszeit und Zweiter Weltkrieg

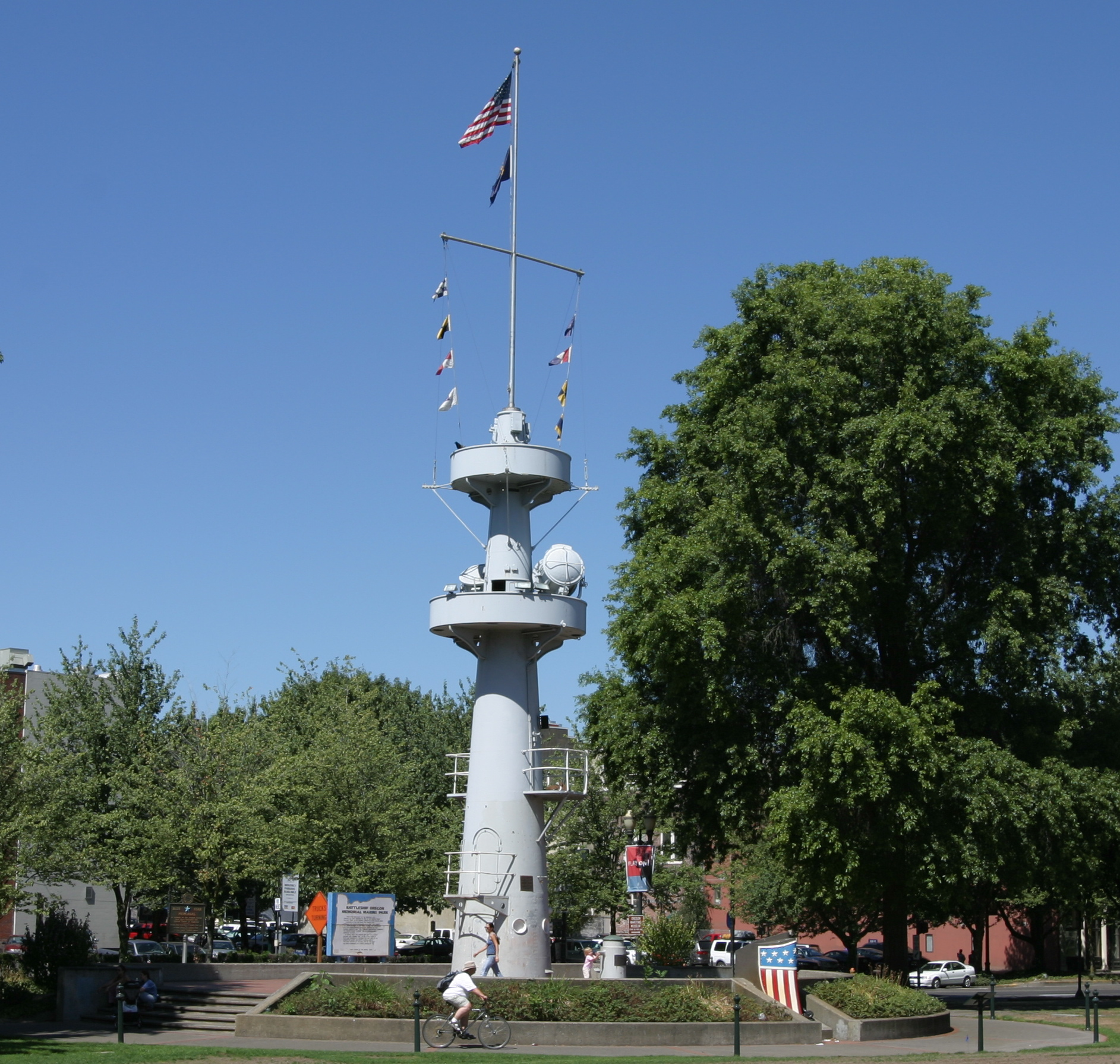
Der Gefechtsmast der Oregon im Tom McCall Waterfront Park in Portland

Bereits zu Beginn der 1920er-Jahre kamen Bestrebungen auf, das alte Schiff als Museum zu erhalten und dem Bundesstaat Oregon als Denkmal zur Verfügung zu stellen. Im Juni 1925 wurde das nicht mehr fahrbereite Linienschiff als schwimmendes Museum in Portland verankert, wo es bis zum Ausbruch des Zweiten Weltkrieges verblieb. Da die United States Navy 1941 auch Kennungen für nicht mehr im Dienst stehende und bislang nicht klassifizierbare Schiffe eingeführt hatte, erhielt die Oregon am 17. Februar 1941 die neue Kennung IX-22. Im Rahmen der Kriegsanstrengungen wurde zudem gefordert, dass das Material des Schiffes ebenfalls herangezogen werden sollte.
Nachdem das Schiff am 2. November 1942 aus dem Marineregister gestrichen worden war, wurde es bis März 1943 vollständig abgerüstet und alle Maschinenteile ausgebaut. Der Hulk wurde zunächst von der War Shipping Administration übernommen und von dieser dem United States Court of Claims übertragen, welcher die Oregon wiederum der United States Navy zur Verfügung stellte. Diese schleppte den Hulk im Sommer 1944 über den Pazifik nach Guam und nutzte ihn als schwimmendes Munitionslager. Die US-Marine benötigte während der Schlacht um Guam ein sicheres Depot vor Ort und die immer noch sehr stabilen Panzerwände der Oregon schienen dafür gut geeignet zu sein.

Nach dem Ende der Schlacht und auch noch nach dem Ende des Zweiten Weltkrieges verblieb der Hulk vor Guam und begann allmählich zu verrotten. Am 14./15. November 1948 zog ein starker Taifun über die Marianen hinweg und zerstörte die Verankerungen des alten Schiffes. Am nächsten Tag war die Oregon verschwunden. Nach einer umfangreichen Suche konnten US-Flugzeuge die treibende Hulk am 8. Dezember 1948 wieder finden, etwa 500 Seemeilen östlich von Guam. Die Oregon wurde zurückgeschleppt und verblieb für acht weitere Jahre in Guam. 

### Verbleib
Am 15. März 1956 wurde der Hulk für 208.000 US-Dollar an die Massey Supply Corporation verkauft. Diese wiederum veräußerte ihn an die japanische Iwai Sanggo Company, die ihn im Sommer 1956 nach Kawasaki schleppen und dort bis Oktober 1956 abwracken ließ.
Der Hauptgefechtsmast der Oregon existiert noch heute. Er wurde nach der Abrüstung des Schiffes an Land gegeben, entging der Verschrottung und steht als Denkmal im Tom McCall Waterfront Park in Portland, Oregon. Im Fuße des Denkmals wurde 1976 eine Zeitkapsel eingefügt, die nicht vor dem Jahr 2076 geöffnet werden soll. Zudem entgingen auch die beiden Schornsteine des Schiffes einer Verschrottung. Nachdem sie viele Jahre lang im Portland Liberty Ship Memorial Park, einer Gedenkstätte für die im Zweiten Weltkrieg in Portland gebauten Liberty-Schiffe, gestanden hatten, wurden sie 2006 abgebaut und sind seitdem eingelagert.

## Auszeichnungen
Für ihre Einsätze im Spanisch-Amerikanischen Krieg, im Philippinischen Unabhängigkeitskrieg sowie in den beiden Weltkriegen wurde die Oregon unter anderem mit der Spanish Campaign Medal und der Philippine Campaign Medal sowie der World War I Victory Medal und der World War II Victory Medal ausgezeichnet. Ferner erhielt das Schiff die American Defense Service Medal.

## Technik

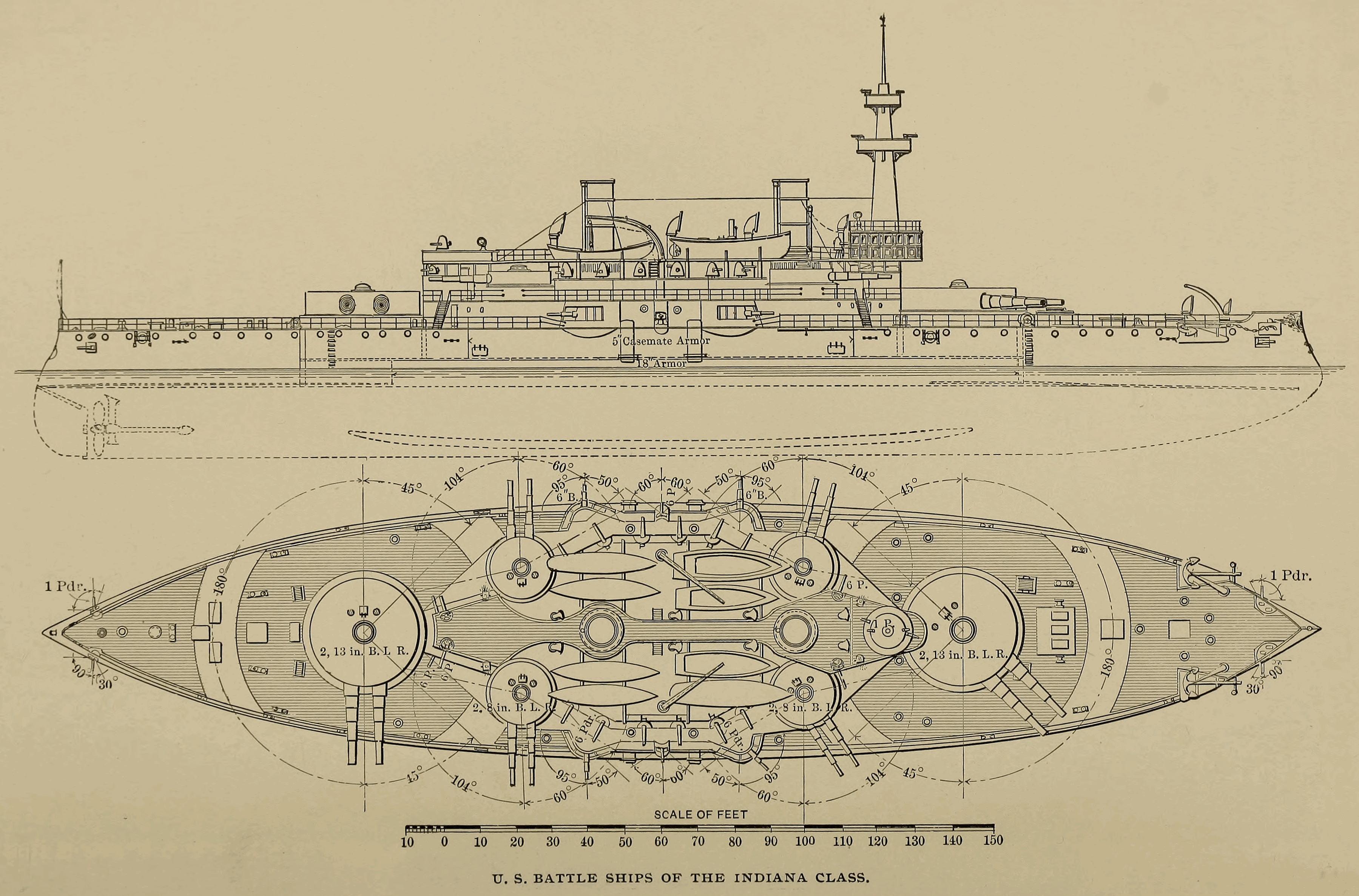

Das Schiff hatte eine Gesamtlänge von 107 m, eine Breite von 21,10 m und einen Tiefgang von 7,30 m. Die Verdrängung lag zwischen 10.288 tn. l. und 11.688 tn. l.

### Antrieb
Die Oregon war mit zwei Dreizylinder-Verbunddampfmaschinen ausgestattet, die jeweils eine Welle antrieben und insgesamt 9.000 PSi (6.619 kW) entwickelten, mit der sie eine Höchstgeschwindigkeit von 15 Knoten (28 km/h) erreichten. Der Dampf wurde von vier Großwasserraumkesseln geliefert. Das Schiff konnte maximal 1.640 tn.l. Kohle mitführen, was ihm bei 10 Knoten (18,5 km/h) eine Reichweite von 4.900 Seemeilen (9.100 km) bis 5.600 Seemeilen (10.400 km) ermöglichte.
Die Besatzung bestand aus 473 und 636 Offizieren und Mannschaft.

### Bewaffnung

#### Hauptbewaffnung
Die Hauptbewaffnung bestand aus vier 330-mm-Geschützen in zwei Geschütztürmen vor und hinter den Aufbauten. Die Geschütze hatten einen Seitenrichtbereich von −150 bis +150 Grad und eine maximale Elevation von 15°. Bei einer Mündungsgeschwindigkeit von 610 m/s hatten sie eine Reichweite von 11.000 m.

#### Sekundärbewaffnung
Die Sekundärbewaffnung bestand aus acht 203-mm-Geschützen in vier Geschütztürmen in den Aufbauten, zwei auf jeder Breitseite. Die kleineren 152-mm-Geschütze waren in Doppelflügel-Kasematten mittschiffs auf dem Hauptdeck montiert, dazwischen befand sich jeweils ein 57-mm-Schnellfeuergeschütz. Die restlichen 57-mm-Geschütze von Hotchkiss befanden sich in den Aufbauten und den Brückendecks. Vier der 37-mm-Kanonen befanden sich in Kasematten am Bug und am Heck des Schiffes und zwei weitere in auf den Marsen der Masten.

#### Torpedos

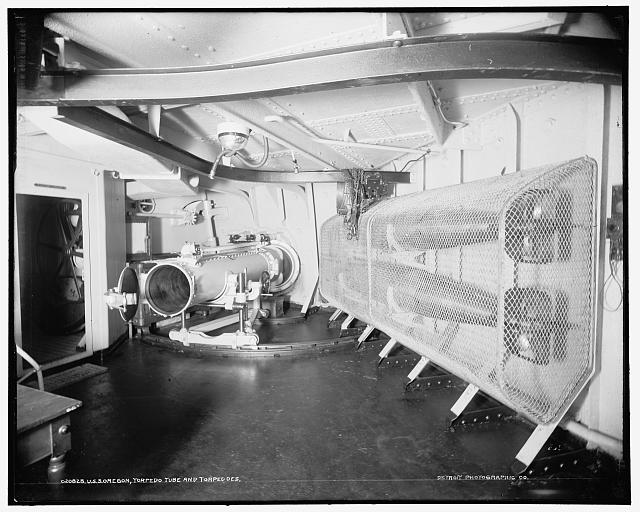
Torpedo-Raum an Bord der USS Oregon

Über die Anzahl der Torpedorohre, mit denen die Schiffe ursprünglich ausgestattet waren, gibt es unterschiedliche Angaben,

### Panzerung
Mit Ausnahme der Deckspanzerung, der 203-mm-Türme und des Kommandoturms, die aus herkömmlichem Nickelstahl bestanden, war das Schiff mit der neuen Harveypanzerung geschützt. Der seitliche Schutz bestand aus einem 215–457 mm dicken Gürtel, der sich mit 0,91 m über und 1,30 m unter der Wasserlinie von der vorderen bis zur hinteren Barbette erstreckte. Darüber verlief ein weiterer Plankengang über die gleiche Länge mit 101 mm Dicke. Zusammen mit 360 mm dicken Querschotten bildete er die gepanzerte Zitadelle. Die Deckspanzerung war innerhalb der Zitadelle 70 mm und außerhalb der Zitadelle 76 mm dick. Der Kommandoturm war rundherum 229 mm dick. Die Geschütztürme der 330-mm-Kanonen hatten eine 380 mm dicke Panzerung und befanden sich oberhalb von 430 mm dicken Barbetten. Die 203-mm-Kanonen waren mit 152 mm geschützt und ruhten auf 203 mm dicken Barbetten. Die Kasematten, für die 152-mm-Kanonen wurden von 127 mm Panzerung geschützt.